# Bradysia globulifera
Bradysia globulifera är en tvåvingeart som först beskrevs av Franz Lengersdorf 1934.  Bradysia globulifera ingår i släktet Bradysia, och familjen sorgmyggor. Arten är reproducerande i Sverige.